# Damon Hill
Damon Graham Devereux Hill (* 17. září 1960 Londýn) je bývalý britský pilot Formule 1, mistr světa z roku 1996. Je synem bývalého dvojnásobného mistra světa ve formuli 1 Grahama Hilla a je prvním potomkem mistra světa, který dokázal zopakovat otcův triumf (druhým je Nico Rosberg, šampion roku 2016, jehož otec Keke je mistrem světa 1982). Jeho otec zahynul při havárii letadla když bylo Damonovi 15 let. Závodit začal až v 21 letech na motokárách, kde nezaznamenal velký úspěch. Přesunul se proto do závodních vozů a postupně se zlepšoval, až se stal šampiónem série Formule 3000 v roce 1989, přestože nevyhrál žádný závod.
V roce 1992 se stal testovacím jezdcem Formule 1 u týmu Williams. Po odchodu Riccarda Patreseho z týmu se v roce 1993 přesunul na jeho místo. První ze 22 vítězství ve Formuli 1 si připsal v Grand Prix Maďarska 1993. V polovině 90. let byl Hill hlavním soupeřem Michaela Schumachera v boji o mistrovský titul. Oba byli soupeři na trati i mimo ni. Jejich kolize při Grand Prix Austrálie 1994 znamenala, že Schumacher získal o bod titul. Hill se stal šampiónem v sezóně 1996, poté byl ale z týmu Williams vyhozen. Závodil potom za slabší týmy Arrows a potom Jordan, kterému v roce 1998 vybojoval první vítězství.
Hill ukončil závodní kariéru po sezóně 1999. Od té doby se věnoval podnikání a objevil se jako kytarista s některými slavnými skupinami. V roce 2006 se stal prezidentem Britského závodního klubu, jeho předchůdcem ve funkci byl Jackie Stewart. V roce 2011 tuto pozici také opustil a jeho následníkem se stal Derek Warwick. Postaral se také o 17letý kontrakt pro okruh Silverstone na pořádání závodu Formule 1, což znamenalo také renovaci okruhu.

## Osobní život a počátky kariéry
Hill se narodil ve městě Hampstead, v Londýně, 17. září 1960. Jeho rodiči byli Graham a Bette Hillovi. Graham Hill byl závodní jezdec ve Formuli 1 a vyhrál titul mistra světa v letech 1962 a 1968 a stal se ve Velké Británii známou osobností. Úspěšná kariéra Grahama Hilla zajišťovala rodině dobré zázemí. V roce 1975 žila rodina ve vile s 25 pokoji ve městě Hertfordshire a Damon navštěvoval soukromou školu s názvem Haberdashers‘ Aske’s Boys‘ School. Smrt jeho otce po letecké havárii v roce 1975, znamenala pro 15letého Hilla, jeho matku a sestry Samanthu a Brigitte drastické omezení příjmů. Mladý Damon musel pracovat jako dělník a kurýr aby mohl dále studovat.
Hill je ženatý se Susan George („Georgie“ – narozena 29. dubna 1961) a mají spolu 4 děti, kterými jsou: Oliver (narozen 4. března 1989), Joshua (narozen 9. ledna 1991), Tabitha (narozena 19. července 1995) a Rosie (narozena 1. února 1998). Oliver se narodil s Downovým syndromem a tak Damon a Georgie jsou patrony asociace podporující lidi s tímto postižením. V roce 2008 se stal také Damon prvním patronem speciální školy a univerzity St. Joseph, školy pro děti s poruchami učení a autismem, která se nachází ve městě Cranleigh, Surrey. Jeho syn Joshua se v roce 2008 vydal ve stopách svého otce a začal závodit, v roce 2011 se účastnil šampionátu Britské Formule Renault.

## Kariéra

### Před Formulí 1

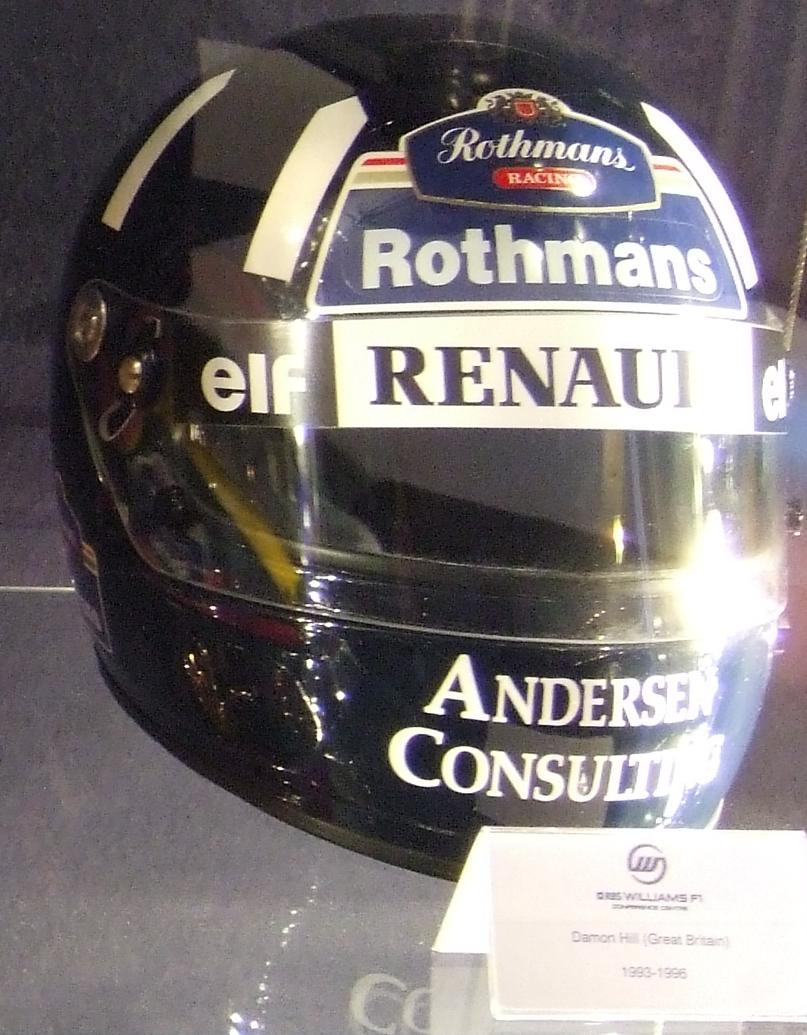
Hillova helma

Hill odstartoval svou závodní kariéru v roce 1981. Hned od začátku používal jednoduchý, dobře rozeznatelný design své helmy, stejně jako jeho otec: 8 bílých veslovacích lopat na horní straně tmavě modré přilby. Znázorňuje to Londýnský veslovací klub za který Graham Hill na začátku 50. let vesloval.
Přestože vyhrál klubový šampionát v kubatuře 350cc na okruhu Brands Hatch, jeho peněžní příjem vycházel z práce dělníka. Jak uvedl reportér Motorcycle News, Rob McDonnell, Damon „nevypadal, že by byl předurčen k velkým věcem.“ Damonova matka znala rizika závodění a o syna se bála, proto ho poslala roku 1983 do závodní školy Winfield ve Francii. Přestože prokazoval „nadprůměrné schopnosti“, závodil Hill až do konce roku 1984 spíše sporadicky. V sezóně 1985 se zúčastnil šampionátu Britské Formule Ford, závodil s vozem Van Diemen v týmu Manadient Racing a vyhrál 6 závodů. Ve své první kompletní sezóně se celkově umístil na 3. a 5. místě ve dvou britských šampionátech. Obsadil také 3. místo na Festivalu Formule Ford a pomohl Velké Británii vyhrát závod družstev.
Pro sezónu 1986 plánoval Hill přesun do Britské Formule 3, do týmu West Surrey Racing, který minulý rok vyhrál titul. Damon však ztratil sponzora, firmu Ricoh, a následná smrt jeho plánovaného týmového kolegy Bertranda Fabiho, znamenala konec jeho šancí závodit za tento tým. Hill prohlásil: „Když se Bert zabil, uváženě jsem se rozhodl, že nepřestanu dělat sport, který dělám. Není to jen závodění, je to něco více vzrušujícího. Dělám vše naplno, lyžování, závodění i cokoli jiného. A více se bojím toho, že mi vše uteče a já v 60 zjistím, že jsem nic nedokázal.“ Hill si půjčil 100 000 liber, aby mohl závodit a absolvovat průměrnou sezónu 1986 v týmu Murray Taylor Racing. Poté přešel do týmu Intersport a začal i vyhrávat. V roce 1988 skončil celkově třetí. Zúčastnil se také v roce 1989 jednoho závodu v šampionátu britských cestovních vozů na okruhu Donnington Park, kde jel s vozem Ford Sierra RS500.
V 90. letech se v Evropě úspěšný jezdec většinou přesouval z Formule 3 buď přímo do Formule 1 nebo do mezinárodního šampionátu Formule 3000. Hill ovšem neměl dostatek sponzorů, aby mohl závodit ve Formuli 3000. Řekl, že :Skončil jsem tak, že jsem trochu musel přehodnotit svou kariéru. Za prvé jsem si uvědomil, jaké štěstí mám, že vůbec můžu za nějaký tým závodit. Rozhodl jsem se, že ať budu řídit cokoliv, dám do toho všechno a uvidím kam to povede.“ Přešel poté do nižší série, Britské Formule 3000 a s vozem Porsche 962 a v týmu Richard Lloyd Racing absolvoval 24h Le Mans. Po 228 kolech mu selhal motor. Absolvoval opět také jeden závod v sérii britských cestovních vozů. V polovině sezóny se objevila příležitost závodit ve Formuli 3000 v podprůměrném týmu Mooncraft. Tým testoval Hilla a Perryho McCarthyho. Jejich jízdy byly vyrovnané, ale podle manažera týmu Johna Wickhama, sponzoři týmu preferovali Hillovo jméno. Přestože nejlepší umístění bylo pro Damona 15. místo, dostal nabídku od týmu Middlebridge Racing na rok 1990. To už se mu dařilo více, třikrát startoval z pole position a pětkrát vedl v závodě, nicméně za svou kariéru ve Formuli 3000 nakonec nevyhrál ani jeden.

### Formule 1

#### 1992: Brabham
Hill započal svou kariéru ve Formuli 1 v roce 1991 jako testovací jezdec stáje Williams, uřadujícího šampióna. Zároveň jezdil i Formuli 3000. V průběhu sezóny 1992 dostal příležitost jet závod za tým Brabham, který se potýkal s problémy. Bývalý úspěšný tým byl ve vážných finančních potížích. Hned po 3 závodech nahradil po její ztrátě sponzorů v kokpitu Brabhamu ženu, kterou byla Giovanna Amati. Ta se ani jednou nedokázala kvalifikovat do závodu. I Hill s tím měl problémy, do závodu se dostal dvakrát a byl tak lepší než jeho týmový kolega Eric van de Poele. Mohl se tak zúčastnit domácí Grand Prix Velké Británie a také Grand Prix Maďarska. V té době stále testoval za Williams, jehože jezdec, Brit Nigel Mansell, domácí závod vyhrál, zatímco Hill dojel poslední. Po Grand Prix Maďarska se tým Brabham rozpadl a dále nezávodil.

#### 1993–1996: Williams

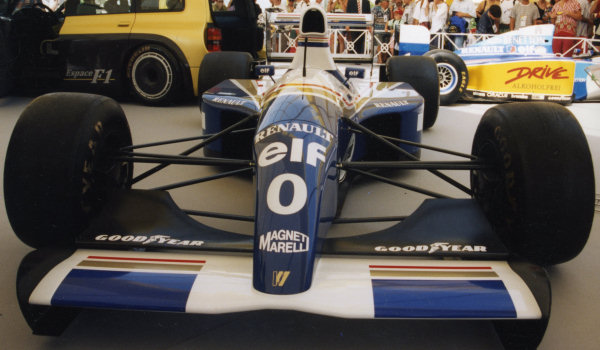
Hillovo číslo "0" na voze Williams.

##### 1993
Když týmový kolega Nigela Mansella, Riccardo Patrese, opustil tým Williams a odešel k Benettonu pro rok 1993, byl Hill neočekáváně povýšen do role závodního jezdce. Měl se tedy stát týmovým kolegou trojnásobného mistra světa, Alaina Prosta. Hill dostal závodní sedačku na úkor takových zkušených jezdců jakými byli Martin Brundle nebo Mika Häkkinen. Tradicí je, že uřadující mistr světa má další sezónu vyhrazené číslo ‚1‘ a jeho kolega číslo ‚2‘. Jenže Nigel Mansell v sezóně 1993 nezávodil a tak byly Williamsu přiděleny čísla ‚0‘ a ‚2‘. Jako nováček na rozdíl od Prosta, si Hill vzal číslo ‚0‘, a stal se teprve druhým jezdcem v historii Formule 1, který s tímto nezvyklým číslem jezdil. Před ním to byl jen v roce 1973 Jody Scheckter.
Sezóna nezačala pro Hilla příliš dobře, když dostal hodiny při Grand Prix Jižní Afriky a vypadl z 2. místa. V 16. kole kolidoval s Alexem Zanardim a závod nedokončil. Při Grand Prix Brazílie jezdil opět druhý a po havárii Prosta dokonce vedl, vítězství mu ale nakonec vzal trojnásobný mistr světa, Ayrton Senna. Hill si ale i tak připsal první stupně vítězů.
I v Grand Prix Evropy skončil druhý za Sennou a porazil Prosta, který byl dokonce předjet o kolo. Hill ve své debutové sezóně profitoval ze zkušeností svého francouzského kolegy. V dalším průběhu sezóny se stále zlepšoval. Ve Francii si vyjel pole position a jezdil za Prostem, týmový příkaz mu ale zakázal s Francouzem závodit. Při Grand Prix San Marina se dostal Hill po startu do vedení, Prost a Senna ho ale předjeli a Hill nakonec kvůli brzdám nedokončil. Po selhání motoru nedokončil ani závod ve Španělsku. Smůla ho provázela i v domácí Grand Prix Velké Británie, stejně tak v Německu, kde dostal defekt pouhá 2 kola před koncem. První vítězství zaznamenal až při Grand Prix Maďarska, a to stylem start–cíl. Další dvě výhry si připsal v Belgii, kde se dostal do vedení po špatné Prostově zastávce v boxech, a pak v Itálii, kde Prostovi selhal motor. Třetí Hillovo vítězství zajistilo týmu Williams vítězství v poháru konstruktérů a samotného Brita dostalo na 2. místo v poháru jezdců. Na konci sezóny se ale musel spokojit se 3. místem, když se po 2 výhrách v posledních závodech před něj dostal Senna. Titul vyhrál Alain Prost.

##### 1994
V roce 1994 se k týmu Williams připojil Ayrton Senna. Mistr světa Prost ukončil kariéru a Hill tak opět závodil s číslem ‚0‘. Předsezónní prognózy pasovaly do role favorita na titul Sennu. Po zákazu elektroniky, která pomáhala jezdcům, se ale dobře jevil tým Benetton a Michael Schumacher, který vyhrál první 3 závody sezóny. Při Grand Prix San Marina, konané 1. května, tragicky zahynul Ayrton Senna po nárazu do bariéry. Tým byl vyšetřován italskými úřady a Hill musel převzít roli lídra v týmu, přestože to pro něj byla teprve druhá kompletní sezóna. Za nehodu údajně mohlo selhání řídícího sloupku. Hill ale v roce 2004 prohlásil, že si myslí, že Senna prostě najel do zatáčky příliš rychle, když měl ještě nezahřáté pneumatiky kvůli jízdě za safety carem.

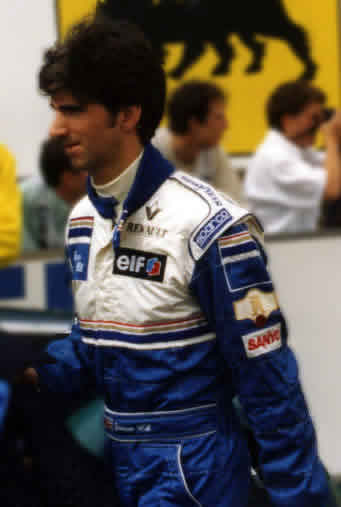
Damon Hill při Grand Prix Francie 1995

Do Grand Prix Monaka nastoupil za Williams pouze Damon, ale vypadl po kolizi hned v prvním kole. Pro další závod byl angažován testovací jezdec David Coulthard a Hill závod ve Španělsku, měsíc po Sennově smrti, vyhrál. O 26 let dříve, Graham Hill zvítězil ve Španělsku s týmem Lotus za podobných okolností, tenkrát předtím zahynul jeho týmový kolega Jim Clark.
V polovině sezóny vedl šampionát Michael Schumacher se 66 body, Hill měl na kontě 29 bodů. Při Grand Prix Francie, přivedl Frank Williams do týmu zpět Nigela Mansella, který se pak o druhý vůz dělil na zbytek sezóny s Coulthardem. Mansell vydělal asi 900 000 liber za každý ze 4 závodů který absolvoval, zatímco Hill dostal za celou sezónu jen 300 000 liber, což ale neměnilo nic na jeho pozici lídra týmu. Damon se dostal zpět do hry o titul když vyhrál domácí Grand Prix Velké Británie, závod který jeho otec nikdy nevyhrál. Schumacher byl diskvalifikován a dotal zákaz startu na další 2 závody, když v zahřívacím kole předjel Hilla a poté ignoroval černou vlajku. Hill toho využil a čtyřikrát vyhrál, o titul se tak mělo rozhodnout až v posledním závodě. V první závodě po svém trestu, Grand Prix Evropy, neznačil Schumacher že Hill není jezdec světové třídy. Hill prokázal své kvality v předposledním závodě, Grand Prix Japonska, kde před Schumacherem v deštivém závodě vyhrál. Před závěrečným závodem tak Schumacher vedl pohár jezdců pouze o bod.
Grand Prix Austrálie nakonec nedokončil ani jeden z nich a to po kontroverzní kolizi. Schumacher vylétl z trati a narazil pravou stranou do zdi když vedl závod. Když ho chtěl Hill předjet, do Schumacherova Benettonu narazil a zlomil svému vozu levé zavěšení. Oba tak ze závodu vypadli a Schumacher vyhrál titul. Komentátor BBC, Murray Walker, velký fanoušek a přítel Hilla, často prohlašoval, že Schumacher havárii nezavinil úmyslně. Spolumajitel Williamsu, Patrick Head, si ale myslel něco jiného. V roce 2006 řekl, že v době incidentu si byl „Williams 100% jistý, že Michael nehrál čistě“, ale tým Williams nepodal protest, jelikož se stále vyrovnávali se smrtí Ayrtona Senny. V roce 2007 Hill obvinil Schumachera, že kolizi způsobil úmyslně. Hill si za svou úspěšnou sezónu vysloužil cenu BBC jako Sportovní osobnost roku.

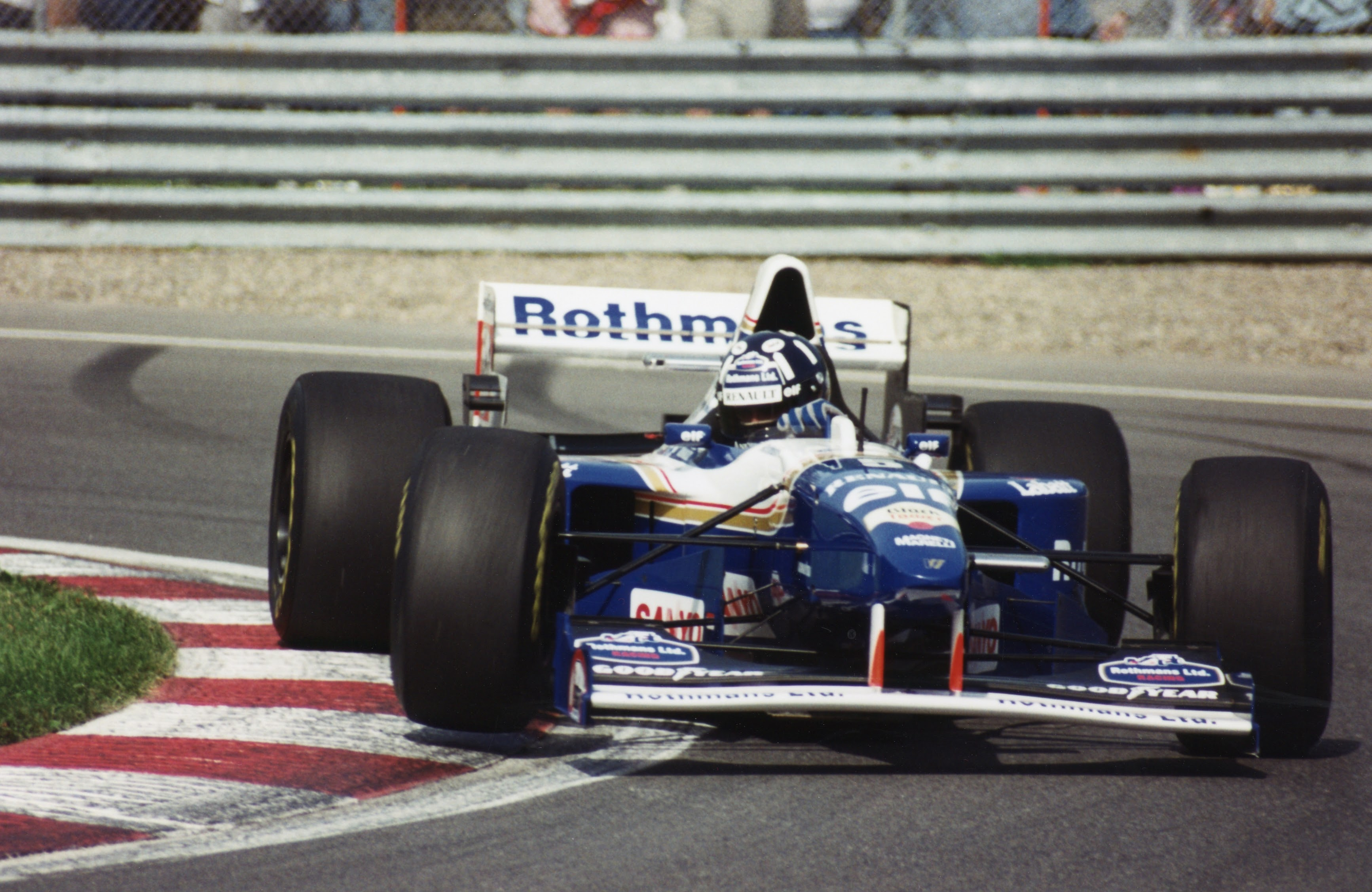
Damon Hill ve voze Williams při Grand Prix Kanady 1995.

##### 1995
Hill byl jedním z favoritů na titul v sezóně 1995. Tým Williams byl úřadujícím šampionem poháru konstruktérů, když v roce 1994 porazil Benetton. Týmovým kolegou Hilla se stal David Coulthard, který tak měl absolvovat první kompletní sezónu ve Formuli 1 a Hill byl tak jasnou týmovou jedničkou. Sezóna nezačala pro Damona dobře, když nedojel úvodní závod, další dva ale dokázal vyhrát, což ho vyneslo do čela pořadí jezdců. Nicméně Michael Schumacher dokázal vyhrát 7 z následujících 12 závodů a již 2 závody před koncem bylo jasno, že Němec obhájí titul mistra světa. Jeho tým Benetton pak vyhrál pohár konstruktérů. Schumacher a Hill měli v průběhu sezóny několik incidentů. Dvakrát dokonce dostali podmíněný trest zákazu startu v dalším závodě. Při Grand Prix Belgie za to, že Schumacher zablokoval Hilla a donutil ho k výjezdu mimo trať. Hill pak za to, že při brzdění kolidoval s Němcem v Grand Prix Itálie. Hill zakončil sezónu úspěšně, když vyhrál poslední závod v Austrálii a druhého Oliviera Panise v Ligieru předjel o celá dvě kola. Celkově skončil v šampionátu opět druhý.
Sezóna 1995 byla pro Hilla zklamáním: někteří lidé z týmu Williamsu byli frustrováni jeho výkony a Frank Williams uvažoval, že by ho mohl nahradit Heinz-Harald Frentzen. Hill měl ale platný kontrakt i na rok 1996, což mu nakonec zajistilo sedačku. V týmu Williams to ale nakonec byla jeho poslední.

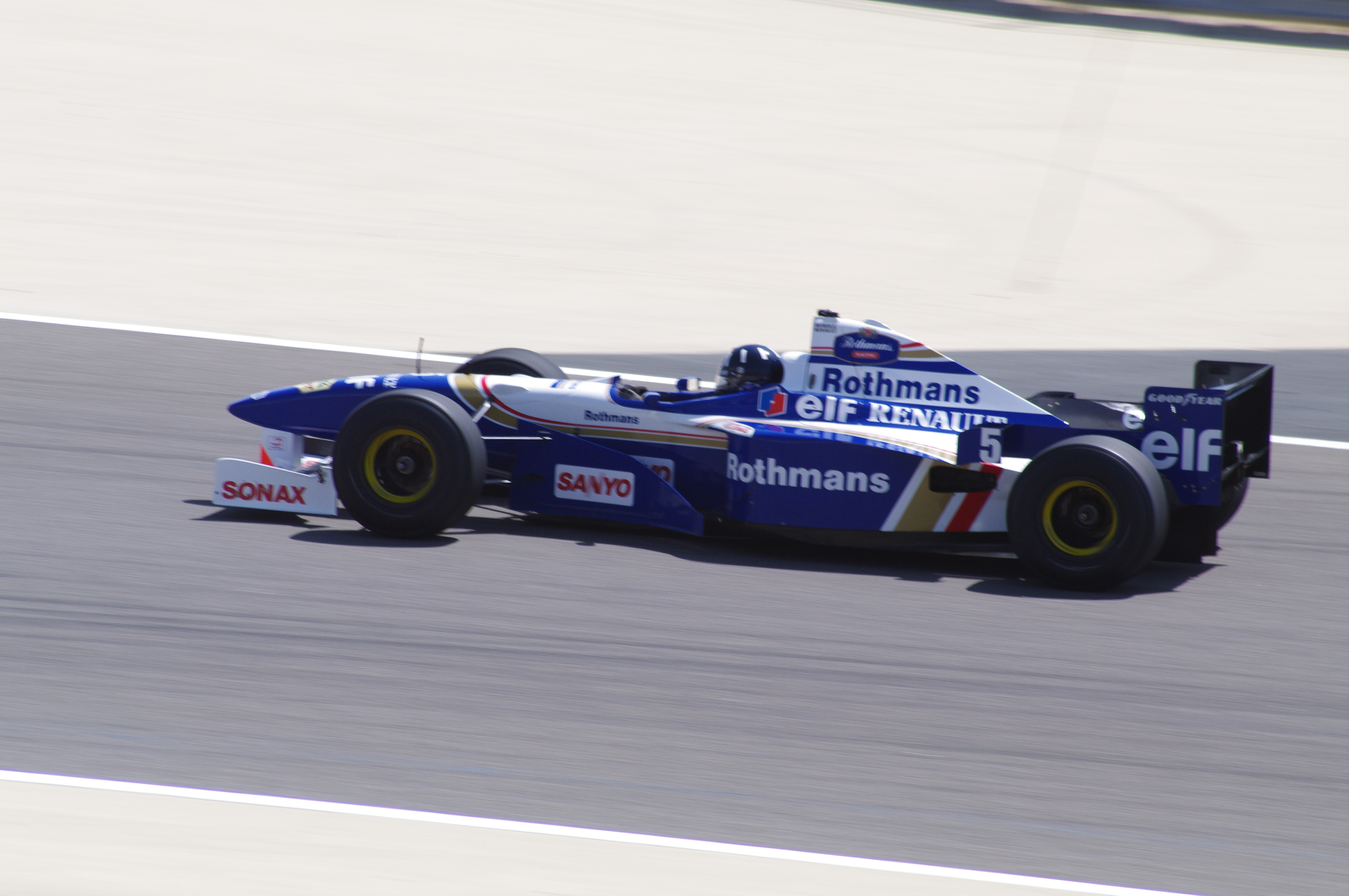
Hill předvádí mistrovský vůz Williams FW18 v roce 2010

##### 1996
V roce 1996 byl tým Williams jasně nejrychlejším vozem ve Formuli 1 a Hill konečně dokázal získat mistrovský titul, když porazil svého týmového kolegu, nováčka Jacquesa Villeneuvea. Stal se tak prvním synem mistra světa, který dokázal sám vyhrát titul. Damon zvítězil v 8 závodech a ve všech závodech startoval z první řady, tato sezóna tak byla Hillova nejlepší v kariéře. V Monaku, kde jeho otec v 60. letech pětkrát vyhrál, vedl závod, ale po poruše motoru odstoupil. Vítězství spadlo do klína Olivieru Panisovi, který vybojoval své jediné vítězství ve Formuli 1. Ke konci sezóny se Villeneuve k Hillovi bodově přiblížil a v Japonsku startoval z pole position. Hill ho ale hned po startu předjel, závod vyhrál zatímco Kanaďan nedojel. Damon Hill tak slavil titul a Williams vyhrál pohár konstruktérů.
Hill vyrovnal rekord, když startoval v 16 závodech z první řady. To samé se v roce 1989 povedlo Ayrtonu Sennovi a v roce 1993 Alainu Prostovi. Rekord v počtu startů z první řady za sezónu drží Sebastian Vettel, který to dokázal v 18 závodech v roce 2011.
Přestože vyhrál titul, byl z týmu Williams nakonec vyhozen a nahrazen Frentzenem pro další sezónu. Hill opustil Williams jako celkově druhý nejúspěšnější jezdec této stáje, když zvítězil ve 21 závodech, víckrát to dokázal jen Nigel Mansell. A za svůj titul opět získal cenu BBC za Sportovní osobnost roku 1996 a stal se jedním z pouhých 3 sportovců, kteří tuto cenu obdrželi dvakrát – dalšími byli boxer Henry Cooper a Nigel Mansell. Damon obdržel také Segrave Trophy od Královského automobilového klubu.

#### 1997: Arrows

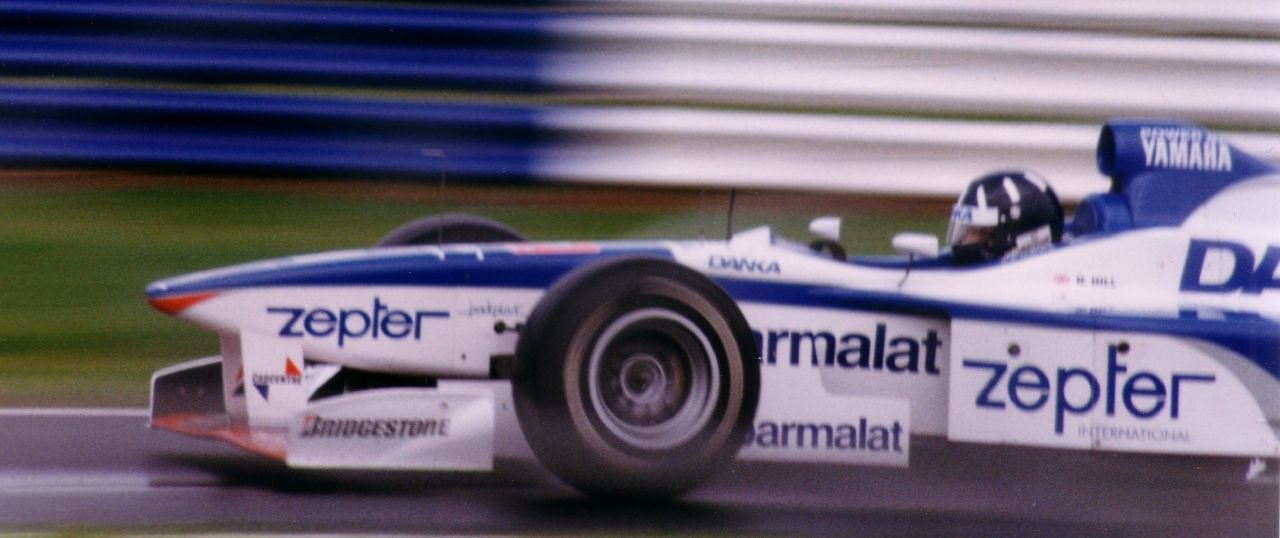
V Grand Prix Velké Británie 1997 vybojoval první bod za Arrows.

Hill se stal čtvrtým jezdcem v posledních 9 letech, který vyhrál pohár jezdců, ale v další sezóně už nejezdil za Williams. Před ním to byli Nelson Piquet (mistr světa 1987, poté v roce 1988 za Lotus), Nigel Mansell (mistr světa 1992, v roce 1993 závodil v sérii Champ Car) a Alain Prost (mistr světa 1993, poté ukončil kariéru). Jako úřadující mistr světa byl Hill žádaným jezdcem a měl nabídky od týmů McLaren, Benetton a Ferrari. Žádný tým mu ale dle Hillova názoru nedal jako mistrovi světa dostatečně lukrativní nabídku. A tak místo toho podepsal u týmu Arrows, který za 20 let ve Formuli 1 nikdy nevyhrál a v poslední sezóně vybojoval pouhý jeden bod. Jeho šance na obhajobu tak byly nulové už na začátku sezóny. Do úvodní Grand Prix se málem nekvalifikoval a poté odstoupil již v zahřívacím kole. Vůz Arrows, používal pneumatiky Bridgestone (které ten rok vstoupily do F1) a motory Yamaha, které již dříve prokázaly, že jsou nekonkurenceschopné. Hill v tomto podprůměrném voze nevybojoval ani bod až do Grand Prix Velké Británie v červenci. Nejlepší výsledek sezóny pak přišel při Grand Prix Maďarska. V ten den byly pneumatiky Bridgestone jednoznačně lepší než Goodyear, Hill se kvalifikoval jako třetí (předtím nebyl lepší než devátý). Během závodu předjel Michaela Schumachera, jenž bojoval o titul a dostal se do vedení před Jacquesem Villeneuvem. Hydraulický problém poté ale drasticky zpomalil vůz Arrows. Villeneuve jej předjel, ale Hill udržel druhé místo a vybojoval pro Arrows první stupně vítězů od Grand Prix Austrálie 1995. Ve zbytku sezóny už ale nebodoval.

#### 1998–1999: Jordan

##### 1998
Hill po roce tým Arrows opustil a byl blízko podpisu smlouvy s týmem Prost, kterému šéfoval jeho bývalý stájový kolega Alain Prost. Nakonec se ale rozhodl podepsat s týmem Jordan a stal se týmovým kolegou Ralfa Schumachera. V první polovině sezóny byl vůz Jordan pomalý a nespolehlivý. Při Grand Prix Kanady se ale začal tým zlepšovat. Hill se posunul na 2. místo, zatímco ostatní odstoupili nebo zastavovali v boxech. V 38. kole se dostal do souboje se Schumacherem, nakonec ale odstoupil pro poruchu elektroniky. Po závodě obvinil Schumacher Hilla z nebezpečné jízdy. Hill mu na to odvětil, že „nemůže obviňovat jiné jezdce, že jezdí nebezpečně, když se sám ve své kariéře choval stejně. “ V Grand Prix Německa zaznamenal Hill první bod v sezóně. Vrchol pak přišel v deštivé Grand Prix Belgie, kde vybojoval pro Jordan první vítězství. Hill v závodě vedl, ale rychle se k němu přibližoval jeho týmový kolega Ralf Schumacher. Damon navrhl šéfovi týmu Eddie Jordanovi, aby Schumacherovi řekl, ať drží svou pozici, než aby riskovali ztrátu obou vozů. Jordan poté opravdu Schumacherovi přikázal, aby Hilla nepředjížděl. Závod dokončilo jen 8 jezdců. Hill vyhrál první závod po vyhazovu z Williamsu, který ten rok ani jednou nevyhrál. Hill zakončil sezónu předjetím Heinze-Haralda Frentzena v Grand Prix Japonska, čímž se dostal na 4. místo v závodě a pro Jordan tak vybojoval 4. místo v poháru konstruktérů.

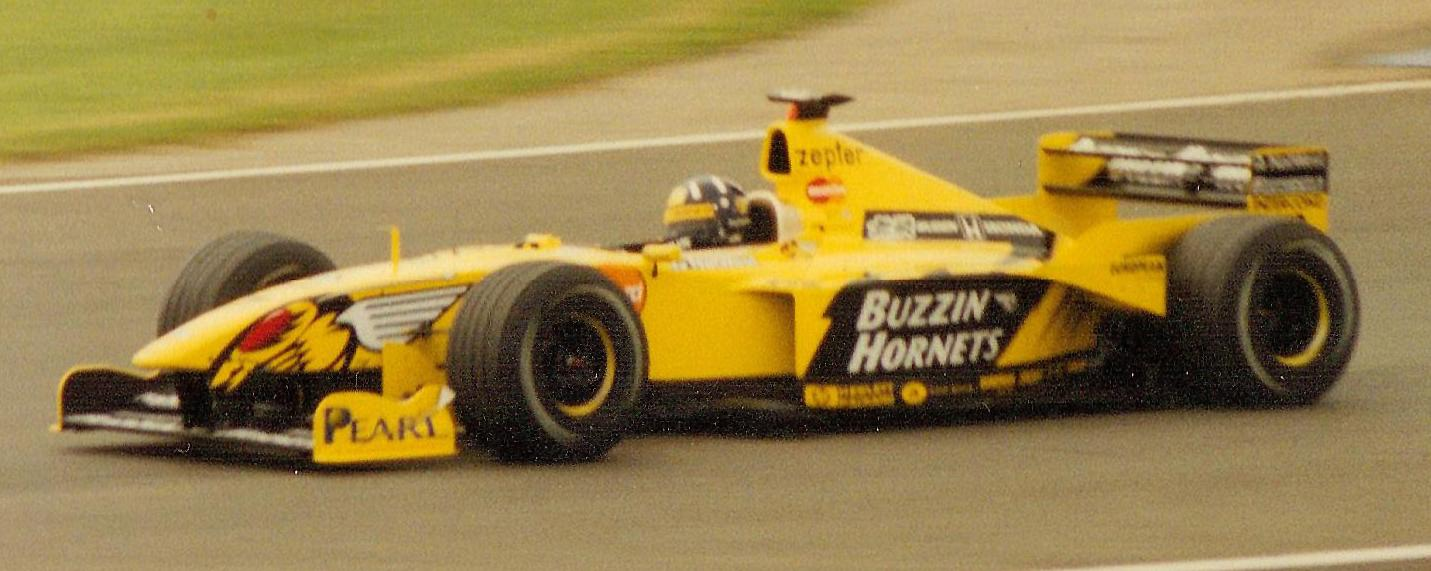
Hill ve voze Jordan při Grand Prix Velké Británie 1999

##### 1999
Očekávání byla pro rok 1999 vysoká, Hill ale neprožil dobrou sezónu. Byly zavedeny drážkované pneumatiky, na kterých se mu nevedlo a byl výrazně horší než jeho týmový kolega Heinz-Harald Frentzen, který ho před dvěma lety nahradil ve Williamsu. Zdálo se, že Hill ztratil motivaci. Po havárii v Grand Prix Kanady oznámil, že po sezóně plánuje ukončit kariéru. Když nedojel Grand Prix Francie, kterou Frentzen vyhrál, rozhodl se skončit okamžitě.
Eddie Jordan přesvědčil Hilla aby ještě zůstal na domácí Grand Prix Velké Británie. Před závodním víkendem oznámil Hill, že po závodě ukončí kariéru a nahradí ho Jos Verstappen, testovací jezdec Jordanu. Hill dojel v závodě pátý a poté se rozmyslel, že sezónu dokončí. Jeho nejlepším výsledkem ve zbytku sezóny byla dvě 6. místa z Maďarska a Belgie. Tři závody před koncem sezóny kolovaly zvěsti, že tým Prost propustí Jarna Trulliho, který podepsal na rok 2000 u týmu Jordan a ten že nahradí Hilla ve zbytku sezóny. Nakonec se tak ale nestalo. Mezitím bojoval Frentzen o titul, nakonec ale obsadil celkové 3. místo. Hill a Frentzen společně dopomohli týmu Jordan k zisku 3. místa v poháru konstruktérů. Poslední závod kariéry, Grand Prix Japonska, Hill nedokončil, když vylétl z trati a poté s nepoškozeným vozem dojel do boxů.

## Po ukončení kariéry

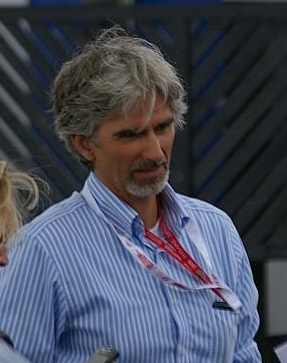
Hill v roce 2008

Hill sice závodní kariéru ukončil, v oblasti aut a motorsportu ale zůstal. V roce 2000 založil s Michaelem Breenem klub Prestige and Super Car Private Members Club P1 International. V roce 2006 Breen Hilla vykoupil. Hill se také podílel na obchodním zastoupení značky BMW v Royal Leamington Spa a také Audi v Exeteru. V dubnu 2006 se stal Hill prezidentem Britského závodního klubu (BRDC), když převzal funkci po Jackiem Stewartovi.
V roce 2009 obdržel čestný titul od univerzity Northampton za úspěšnou kariéru a jeho spojení s Northamptonem skrze Silverstone a BRDC.
Hill se také často objevoval v britských médiích. Přispěl mnoha články do časopisu F1 Racing a dvakrát se bojevil jako komentátor pro televizi ITV. Společně s Martinem Brundlem spolukomentoval Grand Prix Maďarska 2007 a 2008. Objevil se také v reklamě společně s komentátorem Murrayem Walkerem, jednalo se o reklamu na pizzu, kde Walker komentoval Hillovo jídlo jakoby šlo o závod. Dále bylo možné vidět Hilla v programech jako Top Gear, This is Your Life, TFI Friday, Shooting Stars a Bang Bang, It’s Reeves and Mortimer.
Zúčastnil se také Festivalu rychlosti Goodwood, kde závodil jak na motorce,tak v autě a v roce 2005 testoval vůz nově vzniklé série GP2. Znovu se objevil v závodním kokpitu v létě 2006, kde testoval vůz pro Grand Prix Masters na okruhu Silverstone. Poté prohlásil, že si jízdu velice užil a že mu chybí závodění.
V lednu 2012, British Sky Broadcasting oznámila, že Hill podepsal smlouvu jako jejich expert pro sezónu 2012 Formule 1.

## Hudební kariéra
Hill se zajímal o hudbu již od dětství a založil se svými kamarády ze školy punkovou kapelu „Sex Hitler and the Hormones“ . Po úspěšné kariéře ve Formuli 1 si zahrál na kytaru s některými slavnými hudebníky, včetně jeho přítele George Harrisona. Pravidelně se objevoval při Grand Prix Velké Británie společně s dalším hudebníkem, jeho bývalým šéfem, Eddiem Jordanem. Po konci kariéry se Hill mohl věnovat muzice více a hrál s kapelami SAS nebo Wild Colonial Boys. Založil také svou skupinu s názvem The Conrods, která vystupovala v letech 1999 až 2003 a hrála coververze známých písní od Rolling Stones, Beatles a Kinks. Když se v roce 2006 stal prezidentem BRDC, řekl Hill, že opustil hraní na kytaru a musí se věnovat jiným věcem.

## Statistiky ve Formuli 1
| Aktivní roky                     | 1992–1999                 |
| Starty                           | 122                       |
| Vítězství                        | 22                        |
| 2. místa                         | 15                        |
| 3. místa                         | 5                         |
| 4. místa                         | 7                         |
| 5. místa                         | 2                         |
| 6. místa                         | 5                         |
| Průměrné umístění                | 4.48                      |
| Odstoupení                       | 38                        |
| DSQ                              | 1                         |
| DNS                              | 0                         |
| DNQ                              | 6                         |
| Pole position                    | 20                        |
| Průměrné u. v kvalifikaci        | 7.24                      |
| Nejrychlejší kola                | 19                        |
| Průměrné u. za nejrychlejší kolo | 6.55                      |
| Závodů v čele                    | 45                        |
| Kol v čele                       | 1358                      |
| Km v čele                        | 6310 km                   |
| Debut                            | Grand Prix Španělska 1992 |
| První vítězství                  | Grand Prix Maďarska 1993  |
| Poslední závod                   | Grand Prix Japonska 1999  |
| Body                             | 360                       |

## Kompletní výsledky ve Formuli 1
| Legenda k tabulce | Legenda k tabulce                                                                       |
| Barva             | Výsledek                                                                                |
| ----------------- | --------------------------------------------------------------------------------------- |
| Zlatá             | Vítěz                                                                                   |
| Stříbrná          | 2. místo                                                                                |
| Bronzová          | 3. místo                                                                                |
| Zelená            | Bodované umístění                                                                       |
| Modrá             | Nebodované umístění                                                                     |
| Modrá             | Dokončil neklasifikován (NC)                                                            |
| Fialová           | Odstoupil (Ret)                                                                         |
| Červená           | Nekvalifikoval se (DNQ)                                                                 |
| Červená           | Nepředkvalifikoval se (DNPQ)                                                            |
| Černá             | Diskvalifikován (DSQ)                                                                   |
| Bílá              | Nestartoval (DNS)                                                                       |
| Bílá              | Závod zrušen (C)                                                                        |
| Světle modrá      | Pouze trénoval (PO)                                                                     |
| Světle modrá      | Páteční testovací jezdec (TD)                                                           |
| Bez barvy         | Netrénoval (DNP)                                                                        |
| Bez barvy         | Vyřazen (EX)                                                                            |
| Bez barvy         | Nepřijel (DNA)                                                                          |
| Bez barvy         | Odvolal účast (WD)                                                                      |
| Bez barvy         | Nezúčastnil se (prázdné)                                                                |
| Označení          | Význam                                                                                  |
| Tučnost           | Pole position                                                                           |
| Kurzíva           | Nejrychlejší kolo                                                                       |
| †                 | Jezdec nedojel do cíle, ale byl klasifikován, protože odjel více než 90 % délky závodu. |
| ‡                 | Byl udělován poloviční počet bodů, protože bylo odjeto méně než 75 % délky závodu.      |
| Horní index       | Umístění bodujících jezdců ve sprintu                                                   |

| Rok  | Tým                            | Šasi           | Motor       | 1       | 2       | 3       | 4       | 5       | 6       | 7       | 8       | 9       | 10      | 11     | 12      | 13      | 14      | 15      | 16      | 17      | Umístění  | Body |
| ---- | ------------------------------ | -------------- | ----------- | ------- | ------- | ------- | ------- | ------- | ------- | ------- | ------- | ------- | ------- | ------ | ------- | ------- | ------- | ------- | ------- | ------- | --------- | ---- |
| 1992 | Motor Racing Developments Ltd. | Brabham BT60B  | Judd        | RSA     | MEX     | BRA     | ESP DNQ | SMR DNQ | MON DNQ | CAN DNQ | FRA DNQ | GBR 16  | GER DNQ | HUN 11 | BEL     | ITA     | POR     | JPN     | AUS     |         | -         | 0    |
| 1993 | Canon Williams Team            | Williams FW15C | Renault     | RSA Ret | BRA 2   | EUR 2   | SMR Ret | ESP Ret | MON 2   | CAN 3   | FRA 2   | GBR Ret | GER 15  | HUN 1  | BEL 1   | ITA 1   | POR 3   | JPN 4   | AUS 3   |         | 3. místo  | 69   |
| 1994 | Rothmans Williams Renault      | Williams FW16  | Renault     | BRA 2   | PAC Ret | SMR 6   | MON Ret | ESP 1   | CAN 2   | FRA 2   | GBR 1   | GER 8   | HUN 2   | BEL 1  | ITA 1   | POR 1   | EUR 2   | JPN 1   | AUS Ret |         | 2. místo  | 91   |
| 1995 | Rothmans Williams Renault      | Williams FW17  | Renault     | BRA Ret | ARG 1   | SMR 1   | ESP 4   | MON 2   | CAN Ret | FRA 2   | GBR Ret | GER Ret | HUN 1   | BEL 2  | ITA Ret | POR 3   | EUR Ret | PAC 3   | JPN Ret | AUS 1   | 2. místo  | 69   |
| 1996 | Rothmans Williams Renault      | Williams FW18  | Renault     | AUS 1   | BRA 1   | ARG 1   | EUR 4   | SMR 1   | MON Ret | ESP Ret | CAN 1   | FRA 1   | GBR Ret | GER 1  | HUN 2   | BEL 5   | ITA Ret | POR 2   | JPN 1   |         | 1. místo  | 97   |
| 1997 | Danka Arrows Yamaha            | Arrows A18     | Yamaha      | AUS DNS | BRA Ret | ARG Ret | SMR Ret | MON Ret | ESP Ret | CAN 9   | FRA 12  | GBR 6   | GER 8   | HUN 2  | BEL 13  | ITA Ret | AUT 7   | LUX 8   | JPN 11  | EUR Ret | 12. místo | 7    |
| 1998 | B&H Total Jordan               | Jordan 198     | Mugen–Honda | AUS 8   | BRA DSQ | ARG 8   | SMR 10  | ESP Ret | MON 8   | CAN Ret | FRA Ret | GBR Ret | AUT 7   | GER 4  | HUN 4   | BEL 1   | ITA 6   | LUX 9   | JPN 4   |         | 6. místo  | 20   |
| 1999 | B&H Jordan                     | Jordan 199     | Mugen–Honda | AUS Ret | BRA Ret | SMR 4   | MON Ret | ESP 7   | CAN Ret | FRA Ret | GBR 5   | AUT 8   | GER Ret | HUN 6  | BEL 6   | ITA 10  | EUR Ret | MAL Ret | JPN Ret |         | 12. místo | 7    |

## Kompletní výsledky ve Formuli 3000
| Legenda k tabulce | Legenda k tabulce                                                                       |
| Barva             | Výsledek                                                                                |
| ----------------- | --------------------------------------------------------------------------------------- |
| Zlatá             | Vítěz                                                                                   |
| Stříbrná          | 2. místo                                                                                |
| Bronzová          | 3. místo                                                                                |
| Zelená            | Bodované umístění                                                                       |
| Modrá             | Nebodované umístění                                                                     |
| Modrá             | Dokončil neklasifikován (NC)                                                            |
| Fialová           | Odstoupil (Ret)                                                                         |
| Červená           | Nekvalifikoval se (DNQ)                                                                 |
| Červená           | Nepředkvalifikoval se (DNPQ)                                                            |
| Černá             | Diskvalifikován (DSQ)                                                                   |
| Bílá              | Nestartoval (DNS)                                                                       |
| Bílá              | Závod zrušen (C)                                                                        |
| Světle modrá      | Pouze trénoval (PO)                                                                     |
| Světle modrá      | Páteční testovací jezdec (TD)                                                           |
| Bez barvy         | Netrénoval (DNP)                                                                        |
| Bez barvy         | Vyřazen (EX)                                                                            |
| Bez barvy         | Nepřijel (DNA)                                                                          |
| Bez barvy         | Odvolal účast (WD)                                                                      |
| Bez barvy         | Nezúčastnil se (prázdné)                                                                |
| Označení          | Význam                                                                                  |
| Tučnost           | Pole position                                                                           |
| Kurzíva           | Nejrychlejší kolo                                                                       |
| †                 | Jezdec nedojel do cíle, ale byl klasifikován, protože odjel více než 90 % délky závodu. |
| ‡                 | Byl udělován poloviční počet bodů, protože bylo odjeto méně než 75 % délky závodu.      |
| Horní index       | Umístění bodujících jezdců ve sprintu                                                   |

| Rok  | Tým                 | Šasi         | Motor         | 1       | 2       | 3       | 4       | 5       | 6       | 7       | 8       | 9       | 10      | 11     | Umístění  | Body |
| ---- | ------------------- | ------------ | ------------- | ------- | ------- | ------- | ------- | ------- | ------- | ------- | ------- | ------- | ------- | ------ | --------- | ---- |
| 1988 | GA Motorsports      | Lola T88/50  | Ford Cosworth | JER     | VAL     | PAU     | SIL     | MNZ     | PER     | BRH     | BIR     | BUG     | ZOL Ret | DIJ 8  | –         | 0    |
| 1989 | Footwork            | Mooncraft/89 | Mugen Honda   | SIL     | VAL     | PAU     | JER     | PER Ret | BRH Ret | BIR DNS | SPA 14  | BUG 16  | DIJ 15  |        | –         | 0    |
| 1990 | Middlebridge Racing | Lola T90/50  | Ford Cosworth | DON DNQ | SIL Ret | PAU Ret | JER 7   | MNZ 11  | PER Ret | HOC Ret | BRH 2   | BIR Ret | BUG Ret | NOG 10 | 13. místo | 6    |
| 1991 | Jordan Racing       | Lola T91/50  | Ford Cosworth | VAL 4   | PAU Ret | JER 8   | MUG Ret | PER 11  | HOC Ret | BRH 6   | SPA Ret | BUG 4   | NOG 3   |        | 7. místo  | 11   |